# Nätigrundet (Luleå)
Nätigrundet is een Zweeds eiland / zandbank behorend tot de Lule-archipel. Het eiland ligt aan de oostgrens van de archipel, nabij de grens met de Kalix-archipel. Het eiland heeft geen oeververbinding en is nagenoeg onbebouwd. Het eiland behoort met een viertal eilanden tot een groep rondom het “hoofdeiland” Båtöharun. De vier andere zijn: Husören, Skagerören, Kastören en Båtöklubben.